# Witold Mysyrowicz
Witold Mysyrowicz (ur. 30 maja 1947 w Warszawie) – polski artysta grafik, karykaturzysta, działacz sportowy.

## Życiorys
Ukończył Liceum Ogólnokształcące im. T. Kościuszki w Pruszkowie w 1966. W latach 1966–1967 studiował w Szkole Głównej Gospodarstwa Wiejskiego w Warszawie na Wydziale Ogrodniczym, a w latach 1967–1973 w Akademii Sztuk Pięknych w Warszawie na Wydziale Grafiki, gdzie uzyskał dyplom z wyróżnieniem w pracowni prof. Henryka Tomaszewskiego i tytuł magistra sztuki. W latach 1974–1976 pracował w Akademii Sztuk Pięknych jako asystent, w latach 1974–1977 w Zakładach Przemysłu Cukierniczego im. 22 lipca (d. E. Wedel), a w latach 1978–1986 w Wydawnictwie Współczesnym. Jest współpracownikiem wielu wydawnictw i instytucji.

## Działalność plastyczna
Od 1973 zajmuje się zawodowo grafiką wydawniczą i reklamową, rysunkiem satyrycznym i sporadycznie innymi dyscyplinami plastycznymi. Uczestniczył w kilkuset wystawach plakatu, malarstwa i rysunku w Polsce oraz w kilkudziesięciu krajach, na wszystkich kontynentach. Za swe prace (plakaty, znaki graficzne, rysunki) otrzymał ponad 160 nagród i wyróżnień w konkursach krajowych i międzynarodowych w Polsce oraz m.in. w Chinach, Czechach, Francji, Hiszpanii, Indiach, Iranie, Korei Płd., Niemczech, Rosji, Rumunii, Słowacji, Ukrainie i we Włoszech. Dwukrotny laureat Nagrody im. T. Trepkowskiego za najlepszy plakat roku, laureat konkursów Życia Warszawy na najlepszy plakat miesiąca w Warszawie, uczestnik Międzynarodowych Biennale Plakatu w Warszawie i Biennale Plakatu Polskiego w Katowicach. Dwunastokrotny laureat legnickiego Satyrykonu i ośmiokrotny laureat Międzynarodowego Konkursu w Zielonej Górze i Kożuchowie. Miał 40 wystaw indywidualnych, w tym w 2013 w Muzeum Karykatury im. Eryka Lipińskiego w Warszawie. Juror i kurator wielu konkursów plastycznych. W 2014, z okazji 40-lecia pracy artystycznej, odbył się jego benefis w Teatrze Rampa na Targówku w Warszawie. Z okazji benefisu prezentowana była jego wystawa autorska, na której znalazło się ponad 500 rysunków i kilkadziesiąt plakatów. Wydana została również obszerna, 496 stronicowa książka autorska, łącząca w sobie katalog wystawy z wątkami historycznymi i autobiograficznymi. W 2019 odbył się jego benefis w Hotelu Mazurkas w Ożarowie Mazowieckim, z okazji 45–lecia pracy artystycznej. Z tej okazji ukazała się kolejna książka Mysyrowicza, podsumowująca ostatnie 5 lat twórczości. Od 2016 współpracuje z MCC Mazurkas, projektując plakaty do licznych wydarzeń kulturalnych. W 2016 opublikował książkę "Poczet monarchów Polski wg W. Mysyrowicza", zawierającą 44 wizerunki i biogramy polskich władców. Mysyrowicz jest autorem kilkuset plakatów, opracował graficznie i zilustrował kilkadziesiąt książek i wydawnictw oraz druków reklamowych. Jako projektant współpracował m.in. z Wydawnictwem Artystyczno-Graficznym, Krajową Agencją Wydawniczą, Wydawnictwami Szkolnymi i Pedagogicznymi, Wydawnictwem Kraj, Wydawnictwem Sport i Turystyka, Wydawnictwem Współczesnym, Książką i Wiedzą, Instytutem Wydawniczym CRZZ, Wydawnictwem Alfa, Wydawnictwem BGW, Real Pressem, Pracowniami Sztuk Plastycznych, Ośrodkiem Dokumentacji Zabytków, Muzeum Karykatury. Jest autorem licznych katalogów wystaw organizowanych przez SPAK. Zajmował się komunikacją wizualną, działaniami parahappeningowymi i realizacją malarstwa w architekturze. Rysunki satyryczne publikował m.in. w Szpilkach, Karuzeli, Odrodzeniu, Puk-puk, Sztuce, Trybunie, Prasie Polskiej oraz sporadycznie w innych tytułach w Polsce i za granicą. W latach 1990-2010 współpracował z Dziennikiem Cotygodniowym NIE, gdzie opublikował ponad 5000 rysunków. Prace artysty znajdują się w zbiorach prywatnych oraz licznych placówkach muzealnych w kraju i za granicą. W latach 1974–1982 członek Związku Polskich Artystów Plastyków, sekretarz byłego Stowarzyszenia Polskich Artystów Grafików Projektantów, od 1987 członek założyciel Stowarzyszenia Polskich Artystów Karykatury (SPAK). W latach 2005–2011 skarbnik, a w latach 2011–2022 prezes SPAK.

## Działalność w sporcie
W latach 1964–1988 sędzia siatkówki (od 1975 sędzia szczebla centralnego). W latach 1972–1975 był działaczem Mazowieckiego Okręgowego Związku Piłki Siatkowej, w latach 1975–1988 działaczem Warszawskiego Okręgowego Związku Piłki Siatkowej, w latach 1980-1988 będąc jego Prezesem. W latach 1975–1976 i 1980–1984 był działaczem Polskiego Związku Piłki Siatkowej, pełniąc w nim wiele funkcji. Od 2002 Prezes niezależnej organizacji sportowej Szkolna Liga Siatkówki.

## Rodzina
Syn Józefa Mysyrowicza (19051981), herbu Jastrzębiec, i Barbary z Zapolskich Mysyrowicz (1920–1993) herbu Pobóg. Według rodzinnej tradycji prababka Witolda Mysyrowicz ze strony ojca, Jadwiga z Ryxów Mysyrowicz była praprawnuczką ostatniego króla Polski Stanisława Augusta Poniatowskiego. Jest ciotecznym wujem Małgorzaty Niezabitowskiej, rzeczniczki rządu Tadeusza Mazowieckiego. Jego ciotecznym pradziadkiem był słynny polski malarz Władysław Ślewiński (1856–1918). Jego pierwszą żoną w latach 1971–1995 była Teresa z Milczarskich Mysyrowicz (ur. w 1949), drugą żoną w latach 1995–2023 Zuzanna z Sobczaków Mysyrowicz (1947–2023).

## Odznaczenia i nagrody
- 1959 – brązowy medal w ogólnopolskich zawodach sztafet lekkoatletycznych 4X60 m im. J. Kusocińskiego dla szkół podstawowych
- 1970 – brązowy medal Mistrzostw Polski Wyższych Szkół Artystycznych w lekkiej atletyce (sztafeta 4X100 m)
- 1972 – srebrny medal Mistrzostw Polski Wyższych Szkól Artystycznych w piłce siatkowej
- 1973 – srebrna Honorowa Odznaka Polskiego Związku Piłki Siatkowej
- 1980 – złota Honorowa Odznaka Polskiego Związku Piłki Siatkowej
- 2011 – Duży Eryk, nagroda Stowarzyszenia Polskich Artystów Karykatury
- 2013 – nagroda Ruchu Piękniejsza Polska pod patronatem MKiDN[13]
- 2022 – brązowy, srebrny i złoty Medal Mazowiecko-Warszawskiego Związku Piłki Siatkowej
- 2023 – Prezes Honorowy Mazowiecko-Warszawskiego Związku Piłki Siatkowej
- 2024 – medal 20-lecia Mazowiecko-Warszawskiego Związku Piłki Siatkowej
- 2025 – brązowy medal Zasłużony Kulturze Gloria Artis[14]